# Pencran
Pencran (tiếng Breton: Penn-ar-C'hrann) là một xã của tỉnh Finistère, thuộc vùng Bretagne, miền tây bắc Pháp.

## Dân số
Người dân ở Pencran được gọi là Pencranais.